# PC-461級獵潛艦
PC-461级驱潜舰是美国海军于第二次世界大战中开发的一款獵潛艦，在1941-1944年间，美国共生产343艘PC-461级獵潛艦。其中有46艘按《租借法案》移交给他国，其中法国接收32艘，委内瑞拉接收10艘，巴西接收8艘，乌拉圭接收1艘，挪威接收1艘，荷兰接收1艘，希腊接收1艘。另有59艘PC-461级改为其他类型的巡逻艇。一共有8艘该型驱潜舰战损。其中，1艘是在改为PGM-9高速护卫艇后损失。该型驱潜舰只有USS PC-566 在艇长Herbert G. Claudius中尉指挥下取得了击沉潜艇U-166号潜艇的战绩。
属PC-461级驱潜舰的USS PC-1264是二战中美国海军仅有的两艘大部分船员由黑人组成的军舰之一。 
二战后，美国曾将大量的PC-461级驱潜舰赠送给大韩民国和中华民国。
中華民國海軍在接收這批獵潛艦後，將他們命名為江字級獵潛艦，而艦名分別為嘉陵→沱江Ⅰ（104）(於九二海戰時被解放軍海軍炮艦重傷)、黃埔→涪江(105)、雅龍→渠江(106)、湘江(108)、資江(109，曾參與五一海戰)、沅江(110)、澧江(111)、貢江(113)、鄱江(114)、昌江(115)、清江(116)、珠江(117)、章江(118，於八六海戰時和關字級掃雷艦劍門號被解放軍海軍魚雷艇擊沈)、東江(119，曾參與五一海戰)、西江(120)、北江(122)、柳江(123)、韓江(124)、渠江→沱江Ⅱ(125)。